# بازی ویدئویی تک‌نفره

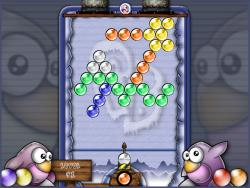
یک بازی ویدئویی تک نفره

بازی ویدئویی تک‌نفره (به انگلیسی: single-player video game) بازی‌های ویدئویی هستند که تنها به یک بازیکن، اجازه ورود به بازی و انجام مراحل آن را می‌دهند. این‌گونه بازی‌ها در برابر بازی‌های چندنفره قرار می‌گیرند که در آن، چند بازیکن به طور همزمان یا به صورت تعاملی، توانایی پیشبرد بازی را دارند. به جز شخصیت قابل کنترل، ویژگی بازی‌های تک‌نفره، کنترل تمامی شخصیت‌ها و رخدادهای بازی توسط هوش مصنوعی طراحی شده برای آن بازی است.

## جستار های وابسته
بازی ویدئویی چند نفره